# Kamome Shirahama
Kamome Shirahama (白浜 鴎, Shirahama Kamome) és una artista i il·lustradora de manga japonesa. És sobretot coneguda per la sèrie Witch Hat Atelier. Ha creat portades diverses i realitzat il·lustracions per a Marvel Comics, DC i històries de la franquícia Star Wars. Es va encarregar dels dissenys de personatges del capítol The Elder de la sèrie Star Wars: Visions, estrenada el 2021, i també en va escriure l'adaptació del manga, publicat el 2022.
Ha guanyat i ha estat nominada a diversos premis, com ara el premi Eisner, el premi Harvey, el premi Kodansha Manga, el Manga Taishō, el manga Daruma d'or als Japan Expo Awards, el premi Mangaw i el Prix Babelio.

## Biografia
Shirahama va néixer el 7 de maig. Es va graduar de la carrera de disseny de la Universitat de les Arts de Tòquio. Treballa utilitzant eines analògiques com ara llapis, ploma i tinta o  llapis de colors, en lloc d'eines digitals. Les influències en el seu treball inclouen El Senyor dels Anells i les novel·les de Harry Potter, que va llegir a l'escola secundària, així com els estils Art Nouveau i Art Deco. El seu estil artístic té múltiples influències, com ara d'Alphonse Mucha, Mœbius, Hayao Miyazaki o Moto Hagio.
La seva història de debut va ser Watashi no Kuro-chan (わたしのクロちゃん), publicada per Enterbrain el 2011. El seu debut amb una sèrie, Eniale & Dewiela a Fellows!, va ser el 2012 i va durar dos anys, acabant el juliol de 2015. Seguidament es va recopilar en tres volums publicats entre 2013 i 2015. La sèrie va ser traduïda al francès, publicada per Pika Édition el 2019.
Va començar a fer portades diverses i altres treballs d'il·lustració per a Marvel Comics, DC i còmics de Star Wars el 2015, després que el seu art hagués destacat a la Comic Con de New York, treballant en títols com Star Wars: Doctor Aphra, Deadpool i Batgirl and the Birds of Prey. El manga Witch Hat Atelier va començar la serialització a la revista de manga Monthly Morning Two de l'editorial Kodansha el juliol de 2016.  Quan es va publicar el primer volum recopilatori el gener de 2017, el manga va esdevenir tan popular que es va fer difícil trobar-ne còpies a les llibreries.
El juny de 2022, el seu treball manga de Star Wars, per al capítol The Elder (Star Wars: Visions), es va publicar a Big Gangan. També va dissenyar els personatges per a la versió animada de la història.

### Cover art
- Noises: Kuro to Kin no Akanai Kagi. Kōshiki Visual Book (NOISES 黒と金の開かない鍵。公式ビジュアルブック, Zawameki: Kuro to Kin no Akanai Kagi. Kōshiki Bijuaru Bukku) (abril del 2011, Ohzora Publishing, ISBN 978-4-7767-9583-4)
- Kuro to Kin no Akanai Kagi.: Kindan no Tobira (黒と金の開かない鍵。 -禁断の扉-) (juliol de 2011, Enterbrain, ISBN 9784047274037)
- Batgirl and the Birds of Prey, cobertes per als números  #1-19, 21-22 (2016–2018, DC Comics).[13]
- Star Wars: Doctor Aphra, cobertes per als números #5-6, 9-13, i el volum recopilatori #2 (2017–2018, Marvel Comics).[14]
- Star Wars: The Last Jedi, coberta per al número #2 (maig de 2018, Marvel Comics).[14]
- Nightwing (sèrie de 2016), coberta per al número #52 (novembre de 2018, DC Comics).[13]
- Shazam! (sèrie de 2018), coberta per al número #6 (juny de 2019, DC Comics).[13]
- Wonder Woman (sèrie de 2016), coberta per al número #63 (gener de 2019, DC Comics).[13]

## Recepció
Jérôme Briot de la revista françesa Zoo va elogiar els «gràfics remolins i l'elegància rara» a Eniale & Dewiela, citant la inspiració artística de Shirahama a l'estil modernista d'Alphone Mucha. El lloc web francès, Manga-News, va dir que la història d'Eniale & Dewiela de vegades es movia massa ràpidament, saltant directament a la història sense cap configuració. Com que les històries individuals de la sèrie són força breus, les grans idees sovint queden sense explorar. Malgrat aquestes notes, Shirahama sovint els va sorprendre amb «molta imaginació i petites idees boges... sorpreses... [i] fins i tot una mica d'emoció». El mitjà va elogiar la seva barreja i retoc de diversos temes religiosos al llarg de la sèrie, la química entre els dos personatges principals oposats, la qualitat del dibuix i el disseny i la composició de les pàgines.
James Davis Nicoll de Tor.com va descriure l'art de Shirahama al manga Witch Hat Atelier com a «sumptuós» i «evocador», i li va donar «qualificacions altes per màgia plausible». Rebecca Silverman d'Anime News Network va elogiar la caracterització subtil de Shirahama, afirmant que «tots els personatges tenen capes a la seva personalitat». Continua lloant la «forta escriptura [que] millorada amb una obra d'art realment bella», afirmant que «no t'ho vols perdre».
El seu treball a Witch Hat Atelier va ser descrit com «impressionant» per Kelly Chu, que el va comparar favorablement amb la pel·lícula del Studio Ghibli Spirited Away. La Young Adult Library Services Association (YALSA) de l'American Library Association va classificar Witch Hat Atelier com una de les «10 millors novel·les gràfiques per a adolescents» el 2020 i el 2021. El seu art va ser descrit pel lloc web francès Manga-News com a «cridant» i amb un «aspecte visual extens», amb un «estil de gravat i imitació d'ombrejats nítids». A l'octubre de 2022, la sèrie de manga tenia més de 4,5 milions de còpies en circulació a tot el món.

## Premis i distincions seleccionades
Shirahama ha estat nominada i guanyat diversos premis.
| Any  | Organizatzació                             | Nom del premi, categoria                                       | Obra              | Resultat  | Ref.                       |
| ---- | ------------------------------------------ | -------------------------------------------------------------- | ----------------- | --------- | -------------------------- |
| 2018 | Kodansha                                   | Kodansha Manga Award, General                                  | Witch Hat Atelier | Nominat   | [ 26 ]                     |
| 2018 | Manga Barcelona                            | Premi al millor seinen                                         | Witch Hat Atelier | Guanyador | [ 27 ]                     |
| 2018 | Manga Taishō Executive Committee           | Manga Taishō                                                   | Witch Hat Atelier | Nominat   | [ 4 ] [ 28 ]               |
| 2019 | Festival Internacional de Còmic d'Angulema | Millor còmic juvenil                                           | Witch Hat Atelier | Nominat   | [ 29 ]                     |
| 2019 | Japan Expo                                 | Japan Expo Awards, Daruma d'or manga                           | Witch Hat Atelier | Guanyador | [ 30 ]                     |
| 2019 | L'ange Bleu                                | Mangawa Award, Best Seinen Managa                              | Witch Hat Atelier | Guanyador | [ 4 ] [ 31 ] [ 32 ]        |
| 2019 | Ridibooks                                  | Ridibooks Comic Award, Next Manga Award                        | Witch Hat Atelier | Guanyador | [ 33 ]                     |
| 2019 | Manga Barcelona                            | Premi al millor seinen                                         | Witch Hat Atelier | Nominat   |                            |
| 2020 | Babelio                                    | Prix Babelio, Manga                                            | Witch Hat Atelier | Guanyador | [ 34 ]                     |
| 2020 | Comic-Con International                    | Eisner Award, Best U.S. Edition of International Material—Asia | Witch Hat Atelier | Guanyador | [ 4 ] [ 35 ]               |
| 2020 | Harvey Awards Nomination Committee         | Harvey Award, Best Manga                                       | Witch Hat Atelier | Guanyador | [ 4 ] [ 36 ] [ 37 ] [ 38 ] |
| 2020 | Kodansha                                   | Kodansha Manga Award, General                                  | Witch Hat Atelier | Nominat   | [ 39 ]                     |
| 2021 | Manga Barcelona                            | Premi al millor seinen                                         | Witch Hat Atelier | Nominat   |                            |
| 2022 | Manga Barcelona                            | Premi al millor seinen                                         | Witch Hat Atelier | Guanyador |                            |
| 2023 | Manga Barcelona                            | Premi al millor seinen                                         | Witch Hat Atelier | Guanyador |                            |